# Mynes maccoi
Mynes maccoi är en fjärilsart som beskrevs av Friedrich Wilhelm Niepelt 1921. Mynes maccoi ingår i släktet Mynes och familjen praktfjärilar. Inga underarter finns listade i Catalogue of Life.